# 부팅 스크린

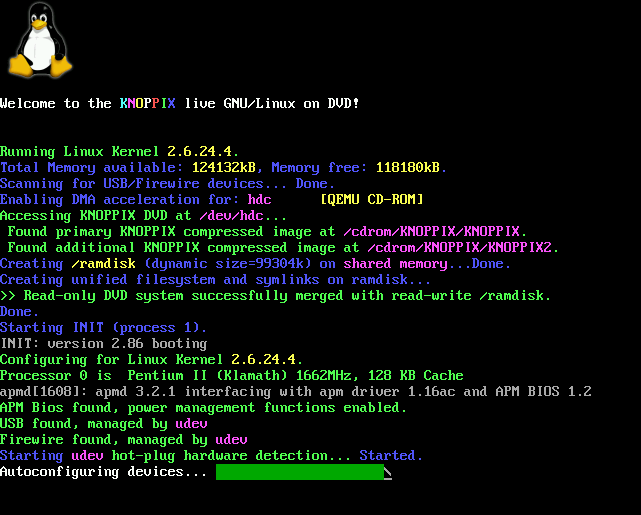
크노픽스의 부팅 스크린

부팅 스크린(Bootsplash 부트스플래시[*])은 운영 체제에서 부팅 과정을 보여주기 위한 시각적 표현을 뜻하는 컴퓨터 전문용어이다.
부팅 스크린은 콘솔에서 스크롤되는 부팅 메시지를 간단한 시각적 표현으로 대체하며, 텍스트에 그래픽적인 요소나 다른 몇 가지를 함께 적용하여 표현하기도 한다.
부팅 스크린은 스플래시 스크린과 달리 마케팅 목적으로 제작된 것이 아니지만, 사용자에게 화려한 경험을 제공하거나 표시하는 메시지를 통해 사용자에게 시스템의 상태를 제공한다.

## 윈도 부팅 스크린
윈도우 95 (MS-DOS 제품군) 그리고 윈도우 2000 (NT 제품군) 이래 모든 버전의 마이크로소프트 윈도우에서는 시작 과정 중에 부팅 스크린을 보여주고 있다. 이와 달리 서드파티의 유틸리티 프로그램(예: 스타독 부트스킨)을 이용해 윈도 부팅 스크린을 자신만의 이미지, 문자, 그리고/또는 애니메이션으로 바꿀 수 있다. 윈도우 비스타에서는 기본 부팅 스크린에서 다른 부팅 스크린은 "오로라" 부팅 스크린(그래픽 애니메이션은 없음)이나 파일을 불러오는 과정을 텍스트로 보여주는 화면으로 바꿀 수 있다.